# Евтим Евтимов
Евтим Михалушев Евтимов е български поет и текстописец, автор на текстове на много български песни от поп музиката.

## Биография
Роден е на 28 октомври 1933 година в Петрич. През 1952 година завършва Института за начални учители в родния си град. Работи като учител 10 години. През 1951 година във вестник „Пиринско дело“ се отпечатва първото му стихотворение. От 1953 година сътрудничи активно на периодичния печат.
Работи като програмен ръководител на радиото в Петрич през 1955 – 1958 и 1960 – 1962 година. Секретар е на градското читалище „Братя Миладинови“ от 1962 до 1965 година. След това е завеждащ отдел „Поезия“ и директор на издателство „Народна младеж“ (до 1984 година). Едновременно с това до 1975 година е заместник главен редактор на списание „Пламък“. От 1984 до 1988 година е главен редактор на вестник „Литературен фронт“. От 1989 до 1991 година е главен редактор на списание „Родолюбие“.
Умира на 8 юни 2016 година в София, в болница след тежко боледуване.

## Творчество
Евтим Евтимов е сред популярните български поети от края на XX - началото на XXI век, познат най-вече с любовната си лирика. Автор е на повече от 40 книги.
Много от стиховете му са използвани като текстове за песни, превърнали се в хитове в България. Сред тях са „Високо“ (ФСБ), „Приятелство“ (Нончо Воденичаров), „Ако ти си отидеш за миг“ („Импулс“), „Грешница на любовта“ (Лили Иванова), „Горчиво вино“ (Панайот Панайотов, Веселин Маринов) и „Обич за обич“ (Деян Неделчев, Георги Христов).

### Химн на МВР
През 2010 година пише текста на песента „Нашата полиция“, изпълнена от Веселин Маринов и обявена неофициално за химн на Министерството на вътрешните работи. „Химнът“ и неговото сценично изпълнение предизвикват критики. Въпреки всичко поетът твърди, че се гордее с песента.  В интервю от 2010 година на въпроса дали съжалява, че е написал текста на песента, поетът заявява: 
| „ | В живота си за нищо не съм съжалявал. Каквото съм направил – направил съм го. Като съм написал слабо стихотворение – скъсвам го и толкова. В случая обаче направихме с желание тази песен, никой не ни я е натрапвал. | “ |

## Награди
- Във връзка с 24 май през 2006 година е удостоен с орден „Стара планина“ от президента Георги Първанов.[14][15]
- През 2009 година е удостоен с националната литературна награда за поезия „Никола Фурнаджиев“, връчвана от Община Пазарджик за цялостно литературно творчество, постижения и национален принос в поетическия жанр.[16]
- През 2015 година е удостоен с националната литературна награда „Ламар“, връчвана от Община Троян и Съюза на българските писатели.[17][18]

## Памет
- През 2019 година в памет на Евтим Евтимов и съпругата му Романьола Мирославова издателство „Персей“ отпечатва сборника „Заедно“, събрал 120 техни стихотворения.[19]
- През 2020 година на негово име кръщават голямата награда в националния конкурс за любовна лирика „Горчиво вино“.[20][21]
- На 24 май 2021 година на градския площад в Петрич тържествено е открит паметник на Евтим Евтимов, дело на скулптора Евгени Гоцков.[22][23]
- През 2022 година с решение на общинския съвет в Петрич, централния площад в града е преименуван на “Евтим Евтимов“.